# 大澤秀次郎
大澤 秀次郎（おおさわ ひでじろう、1931年12月13日 -  ）は、日本の経営者。日本石油社長を務めた。

## 来歴・人物
東京都出身。1955年に東京大学 法学部を卒業し、同年に日本石油に入社。1986年に取締役に就任し、1988年6月に常務を経て、1992年6月に社長に就任。日石三菱(のちの新日本石油)では、相談役を務めた。